# Delgado de Carvalho
Carlos Miguel Delgado de Carvalho (Paris, 4 de novembro de 1884 – Rio de Janeiro, 4 de outubro de 1980) foi um geógrafo e professor francês, radicado no Brasil.

## Biografia
Nascido na França, seus pais eram ambos naturais de Niterói (Rio de Janeiro), ambos membros de famílias nobilitadas da elite brasileira.
Fez seus primeiros estudos em escolas da Suíça e aos onze anos, voltou à França para cursar o segundo grau em Lyon. Posteriormente estudou Direito na Universidade de Lausanne e Ciências Políticas em Paris. Em seguida realizou estudos em Diplomacia, com uma passagem pela London School of Economics. Chegou ao Brasil na primeira década do século XX, visando escrever a sua tese de graduação à Escola de Ciências Políticas de Paris.
Em 1910 lançou o livro "Le Bresil Meridional", baseado em sua tese de doutorado e que se tornou uma importante referência para os estudos geográficos no país.
Atuou no Instituto Histórico e Geográfico Brasileiro e na Sociedade Geográfica do Rio de Janeiro (1920). Participou da fundação do Conselho Nacional de Geografia.
No Magistério, lecionou nas Escolas de Intendência e Estado Maior do Exército (1921), no Colégio Pedro II (Geografia, Sociologia e Inglês) e na Escola Normal, vindo a organizar o Curso Livre Superior de Geografia (1926) destinado à atualização dos professores do Ensino Fundamental.

## Obra
Em Geografia, os seus primeiros trabalhos foram "O Brasil Meridional" (1910), "Geografia do Brasil" (1913), e "Meteorologia do Brasil" (1916). Posteriormente publicou "Geographia do Brasil" (1923) e "Introdução à Geografia Política" (1929).
No campo da História foi autor de "História Geral" (4 vol.) e do conceituado "História Diplomática do Brasil" (1959), fruto das atividades desempenhadas junto ao Instituto Rio Branco em meados da década de 1950.
Aos setenta anos de idade, publicou o "Manual de Organização Social e Política Brasileira" (OSPB), livro didático oficial do MEC/Inep.